# Cerexhe
Cerexhe is een dorp in de deelgemeente Cerexhe-Heuseux van de Belgische gemeente Soumagne.

## Natuur en landschap
Het dorp ligt op een hoogte van ongeveer 240 meter op het Plateau van Herve, tussen de beekdalen van de Plein Rieu en de Ruisseau de Melen in. Beide beekjes lopen in noordelijke richting naar de Bolland.

## Bezienswaardigheden
- Sint-Andreaskerk

## Nabijgelegen kernen
Heuseux, Melen, Évegnée, Micheroux